# أبراهام شيروبين
أبراهام نايبي شيروبين (بالإنجليزية: Abraham Cheroben) (مواليد 11 أكتوبر 1992) هو عداء مسافات طويلة بحريني. فاز في بطولة فالنسيا لنصف الماراثون في عامي 2014 و 2015. حصل على المركز العاشر في سباق 10000 متر في دورة الألعاب الأولمبية الصيفية 2016 في ريو دي جانيرو بالبرازيل.

## روابط خارجية
- أبراهام شيروبين على موقع الاتحاد الدولي لألعاب القوى (الإنجليزية)
- أبراهام شيروبين على موقع اللجنة الأولمبية الدولية (الإنجليزية)
- أبراهام شيروبين على موقع أوليمبيديا (الإنجليزية)